# Mimela soror
Mimela soror – gatunek chrząszcza z rodziny poświętnikowatych, podrodziny rutelowatych i plemienia Anomalini.
Gatunek ten został opisany w 1908 przez Gilberta Johna Arrowa.
Ciało długości od 19 do 20 mm i szerokości od 10,5 do 11,5 mm, owalne, wypukłe, metalicznie zielone z rdzawym spodem, odnóżami i czułkami. Przód głowy silnie punktowany z nadustkiem szeroko zaokrąglonym i grubo pomarszczonym. Przedplecze o silnie zaokrąglonych krawędziach bocznych, ostrych kątach przednich i tępych tylnych. Punkty na przedpleczu grube i gęsto rozmieszczone. Pokrywy punktowane nieregularnie, silnie i gęsto. Grube, zbieże po bokach punkty obecne są na pygidium. Spód ciała pośrodku gładki, po bokach zaś pomarszczony i owłosiony. Wyrostek śródpiersia bardzo krótki i ostry. Gatunek podobny do M. chrysoprasa.
Chrząszcz orientalny, znany z indyjskiego stanu Manipur.